# Гималайские субтропические сосновые леса
Гималайские субтропические сосновые леса — экорегион в Бутане, Индии, Непале и Пакистане.
Данный экорегион представляет собой огромный массив сосновых лесов, протянувшийся на 3000 км и пересекающий нижние высоты Гималайского хребта почти по всей длине, включая районы Пакистана, Индии (Ладакх, Химачал-Прадеш, Уттаракханд и Сикким), Непал и Бутан.

## Флора
Преобладающей формой флоры экорегиона является лес из засухоустойчивых деревьев вида сосна Роксбурга (Pinus roxburghii) с наземным покровом из густой травы. Частые пожары не дают возможности появиться подлеску из кустарников. Растительный покров на земле состоит из Arundinella setosa, императы цилиндрической и Themeda anathera.
Сосновый лес в основном растёт на южных склонах.

## Фауна
Хотя экорегион и не отличается богатым разнообразием живой природы, по сравнению с влажными тропическими лесами, он имеет важное значение как место обитания некоторых видов, особенно птиц. В дикой природе водятся тигры (Panthera tigris) и леопарды (Panthera pardus), хотя и в меньшем количестве, чем в равнинных районах, где они охотятся на пасущихся антилоп. Более типичными животными соснового леса являются тонкотелые обезьяны (Colobinae).
Видовое разнообразие птиц включает 480 видов, в том числе 11 эндемиков: красногрудая кустарниковая куропатка (arborophila mandellii), фазан Валлиха (Catreus wallichi), fulvetta ludlowi, brachypteryx hyperythra, желтокрылая кустарница (Garrulax elliotii), pnoepyga immaculata, stachyris oglei, непальская сибия (Actinodura nipalensis), колючая дроздовая тимелия (Turdoides nipalensis), spelaeornis badeigularis, черноголовый трагопан (Tragopan melanocephalus).

## Охрана природы
Этим местам угрожает вырубка и распространение пастбищ и пахотных земель. Исчезновение леса провоцирует быстрое вымывание почв горной водой. Наиболее глубокие изменения можно увидеть в центральной и восточной частях Непала, где лес был вырублен под террасное земледелие. Охраняемые территории соснового леса небольшие, но частично входят в более обширный Национальный парк Джима Корбетта.